# Próba na indol
Próba indolowa – test biochemiczny wykonywany w celu określenia zdolności szczepu bakterii do przemiany tryptofanu w indol. Przemiana ta zachodzi za pośrednictwem szeregu wewnątrzkomórkowych enzymów, które są określane mianem „tryptofanazy”.

## Biochemia
Indol jest wytwarzany w deaminacji redukcyjnej z tryptofanu przy wytworzeniu produktu przejściowego w postaci kwasu indolopirogronowego. Reakcja deaminacji jest katalizowana przez tryptofanazę. W pierwszym etapie z tryptofanu odrywana jest grupa aminowa, –NH2, w postaci kationu amonowego, NH4+. Powstały kwas indolopirogronowy ulega dalszemu rozkładowi do indolu i kwasu pirogronowego. Jest to reakcja egzoenergetyczna. Wymaganym koenzymem jest fosforan pirydoksalu.

## Wykonanie testu

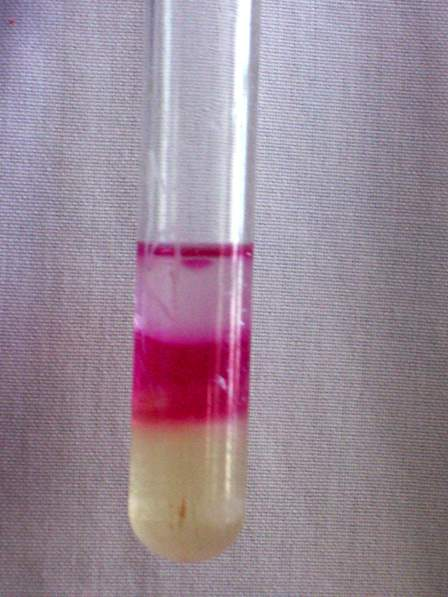
Dodatnia próba indolowa: pojawienie się na górze pierścienia o różowym zabarwieniu (np. Escherichia coli)

Wynikiem próby jest zmiana koloru w czasie reakcji po dodaniu odczynnika – analogicznie do wielu innych testów biochemicznych.
Przed wykonaniem próby czyste kolonie bakteryjne muszą namnażać się w sterylnym bulionie tryptofanowym bądź peptonowym przez 24–48 godzin. Po inkubacji na hodowlę nawarstwia się odczynnik Kovacsa zawierający alkohol amylowy, p-dimetyloaminobenzaldehyd i stężony kwas solny.
Odmiana tego testu z użyciem odczynnika Ehrlicha (alkohol amylowy jest zastąpiony alkoholem etylowym; odczynnik wynaleziony przez Paula Ehrlicha) jest stosowana w przypadku szczepów niefermentujących i anaerobowych.
O dodatnim odczynie testu świadczy czerwone lub czerwonopurpurowe zabarwienie warstwy alkoholu na powierzchni bulionu. Natomiast zabarwienie żółte wskazuje na próbę ujemną. W wyniku przeprowadzenia próby można uzyskać również zabarwienie pomarańczowe. Tego typu wynik wskazuje na obecność skatolu (metyloindolu), alternatywnego produktu degradacji tryptofanu.

### Dodatnia próba indolowa
Do bakterii dających dodatni wynik próby wytwarzania indolu z tryptofanu zalicza się: Aeromonas hydrophilia, Aeromonas punctata, Bacillus alvei, Edwardsiella spp., Escherichia coli, Flavobacterium spp., Haemophilus influenzae, Klebsiella oxytoca, Proteus spp. (z wyjątkiem Proteus mirabilis i Proteus penneri), Plesiomonas shigelloides, Pasteurella multocida, Pasteurella pneumotropica, Enterococcus faecalis i Vibrio spp.

### Ujemna próba indolowa
Do bakterii dających ujemny wynik próby indolowej zalicza się: Actinobacillus spp., Aeromonas salmonicida, Alcaligenes spp., większość szczepów Bacillus spp., Bordetella spp., Enterobacter spp., Lactobacillus spp., większość szczepów Haemophilus spp., większość szczepów Klebsiella spp., Neisseria spp., Pasteurella haemolytica, Pasteurella ureae, Proteus mirabilis, Proteus penneri, Pseudomonas spp., Salmonella spp., Serratia spp. i Yersinia spp.